# كلاوس بيشوف
كلاوس بيشوف Klaus Bischoff (ولد في 9 يونيو 1961 في أولم) لاعب شطرنج ألماني يحمل لقب أستاذ كبير.
- حصل على لقب أستاذ كبير عام 1990.
- فاز 11 مرة ببطولة ألمانيا في الشطرنج الخاطف.
- فاز ببطولة ألمانيا للشطرنج عامي 2013 و2015.

## روابط خارجية
- كلاوس بيشوف على موقع الاتحاد الدولي للشطرنج (الإنجليزية)
- كلاوس بيشوف على موقع مباريات الشطرنج (الإنجليزية)
- كلاوس بيشوف على موقع 365Chess.com (الإنجليزية)
- كلاوس بيشوف على موقع Chesstempo.com (الإنجليزية)
- كلاوس بيشوف سجل أولمبياد الشطرنج على موقع OlimpBase.org (الإنجليزية)